# Sopa de manteca
La sopa de manteca es una preparación culinaria que se elabora sencillamente con ingredientes básicos como manteca de cerdo, huevos duros, pan y sal. Se trata de unas sopas que emplean pan duro, manteca, agua y sal es decir ingredientes baratos y fáciles de transportar, razón por la que era un plato típico en los viajes de ultramar. Se solía servir como desayuno, y en algunas ocasiones se añaden piezas de carne de vaca. La preparación en algunos casos se realiza friendo ligeramente el pan en la manteca (sopa de pan con fritura)